# VH1 (Italia)
VH1 è stata una rete televisiva musicale italiana edita da Paramount Global Italia.

## Storia
Inizialmente VH1 fu ospitato su Sky Italia con la versione europea dal 1º ottobre 2007 fino al 18 ottobre 2010.
A distanza di poco meno di sei anni, dal 1º luglio 2016 torna in onda sulla televisione digitale terrestre con la sua versione italiana sulla LCN 67 al posto di MTV Music sul mux TIMB 3, che, al pari di MTV, diventa esclusiva Sky.
Il primo video musicale a essere stato trasmesso è stato Born to Run di Bruce Springsteen, singolo del 1975.
Rispetto a MTV Music, il canale si rivolge a fasce d'età più adulte, trasmettendo videoclip di grandi classici pop, rock e rhythm and blues, italiani e internazionali, dedicando particolare attenzione ai concerti dal vivo, alle ricorrenze, ai compleanni e a speciali dedicati ai grandi della musica degli scorsi decenni.
In occasioni particolari, invece, il canale trasmette alcuni film, di solito in contemporanea con Paramount Network (chiuso il 17 gennaio 2022) ma anche solo su tale canale in prima serata.
Il 27 maggio 2017 trasmette in diretta, in simulcast con MTV e MTV Music, gli MTV Awards 2017 che sono stati ospitati a Roma.
Il 6 dicembre 2017 entra nella piattaforma satellitare Tivùsat al numero 25.
Il 20 febbraio 2018 il canale cambia look con nuove grafiche e nuovo logo, sotto il quale è presente un orologio digitale durante i videoclip musicali.
Il 28 marzo 2018 il canale passa alla posizione 22 su Tivùsat.
Dal 2 febbraio 2020 il canale diventa visibile anche con tessere Sky Italia in modalità FTV alla posizione numero 715.
Il 4 marzo 2021 VH1, assieme a Spike, inizia le trasmissioni in alta definizione sul satellite, mentre dall'11 marzo viene inserito ai canali 715 di Sky e 22 di Tivùsat (di conseguenza la versione SD viene spostata all'LCN 122 di quest'ultima piattaforma, provvisoriamente fino al 1º luglio quando questa versione viene eliminata anche su quest'ultima piattaforma).
Dal 1º luglio 2021 sul satellite è visibile esclusivamente in HD.
Il 22 novembre 2021 sul digitale terrestre, il canale è passato al formato MPEG-4 nel mux TIMB 3.
Dal 17 gennaio 2022 il canale si sposta sulla numerazione LCN 167, invertendo la propria posizione con R101 TV, che si sposta al canale 67.
Dal 19 giugno al 27 ottobre 2023 è stato introdotto il blocco di programmazione Super! Live, il quale dal lunedì al venerdì occupava la fascia oraria dalle 14:10 alle 22:00.
Alle ore 6:00 del 7 gennaio 2024 il canale ha cessato definitivamente le trasmissioni su tutte le piattaforme.
Le ultime canzoni erano Solite chiacchiere di Francesca Michielin e Greedy di Tate McRae.
La voce ufficiale dei promo del canale è stata la doppiatrice Tania De Domenico.

## Palinsesto
Sono di seguito elencati i programmi che erano in onda su VH1 fino alla sua chiusura.

### Programmi musicali
- VH1 Playlist: selezione di brani attuali e classici;
- Best of Pop: il meglio della musica pop italiana e internazionale;
- Best of Classic Hits: il meglio delle canzoni italiane e internazionali del passato;
- Top Chart Now!: la classifica delle canzoni di oggi;
- Top Chart Anni Fa: la classifica delle canzoni dei successi italiani e internazionali di una determinata annata;
- Classic & Pearls: una selezione di brani classici e moderni considerati delle vere perle musicali.

### Programmi non musicali
- Ridiculousness: programma che mostra video amatoriali dagli Stati Uniti.

Solo il 26 novembre 2023 è andata in onda, in simulcast con MTV, la prima puntata di Ex on the Beach Italia, condotto da Pierpaolo Pretelli e Giulia Salemi.

## Ascolti

### Share 24h* di VH1
* Giorno medio mensile su target individui 4+.
| Anno | Gen   | Feb   | Mar   | Apr   | Mag   | Giu   | Lug   | Ago   | Set   | Ott   | Nov   | Dic   | Media anno |
| ---- | ----- | ----- | ----- | ----- | ----- | ----- | ----- | ----- | ----- | ----- | ----- | ----- | ---------- |
| 2016 | -     | -     | -     | -     | -     | -     | 0,16% | 0,13% | 0,12% | 0,10% | 0,10% | 0,10% | 0,11%      |
| 2017 | 0,09% | 0,09% | 0,12% | 0,14% | 0,13% | 0,16% | 0,15% | 0,15% | 0,13% | 0,14% | 0,12% | 0,15% | 0,13%      |
| 2018 | 0,13% | 0,13% | 0,13% | 0,13% | 0,13% | 0,15% | 0,14% | 0,15% | 0,14% | 0,11% | 0,11% | 0,12% | 0,13%      |
| 2019 | 0,10% | 0,11% | 0,10% | 0,12% | 0,12% | 0,14% | 0,15% | 0,20% | 0,16% | 0,13% | 0,13% | 0,14% | 0,13%      |
| 2020 | 0,10% | 0,10% | 0,13% | 0,15% | 0,12% | 0,15% | 0,18% | 0,21% | 0,16% | 0,12% | 0,11% | 0,12% | 0,13%      |
| 2021 | 0,09% | 0,09% | 0,08% | 0,09% | 0,10% | 0,09% | 0,09% | 0,09% | 0,09% | 0,08% | 0,07% | 0,07% | 0,08%      |
| 2022 | 0,05% | 0,03% | 0,03% | 0,04% | 0,04% | 0,04% | 0,03% | 0,03% | 0,03% | 0,02% | 0,02% | 0,03% | 0,03%      |
| 2023 | 0,03% | 0,02% | 0,03% | 0,02% | 0,02% | 0,02% | 0,01% | 0,02% | 0,01% | 0,01% | 0,02% | 0,02% | 0,02%      |

## Loghi

1º luglio 2016 - 20 febbraio 2018
20 febbraio 2018 - 7 gennaio 2024